# Exocentrus chevaugeoni
Exocentrus chevaugeoni är en skalbaggsart. Exocentrus chevaugeoni ingår i släktet Exocentrus och familjen långhorningar.

## Underarter
Arten delas in i följande underarter:
- E. c. chevaugeoni
- E. c. vagesticticus
- E. c. subinclusus
- E. c. dewhursti